# Albert Amlacher
Albert Amlacher (Szászváros, 1847. december 27. – Szászváros, 1939. január 14.) erdélyi szász tanár, evangélikus lelkész, németül alkotó író

## Élete
Előbb a nagyszebeni gimnáziumba, később a segesvári gimnáziumba járt, ahol egyik tanára a neves néprajzkutató Josef Haltrich volt. 1868 őszétől előbb evangélikus teológiát hallgatott a Jénai Egyetemen, majd tanulmányait 1869-től a berlini Humboldt Egyetemen folytatta. 1870 és 1871 közt önkéntesként részt vett a porosz–francia háborúban. Ezután a Heidelbergi Egyetemre ment, ahol 1872-ben filozófiai doktorátust szerzett. Tanulmányai végeztével visszatért Erdélybe, s szülővárosa egyik általános iskolájában mint tanár kezdett dolgozni. 1874-ben igazgatóhelyettessé nevezték ki. 1880-ban a Siebenbürgischer Karpatenverein (Erdélyi Kárpát-egyesület) egyik alapító tagja volt. 1881-ben Szászsebes prédikátorává, 1891-ben Romosz lelkipásztorává nevezték ki, e tisztségét 1924-ig töltötte be.

## Munkái
- In der Heideschenke,  Dresden/Leipzig, ohne Jahr
- Der Schlickläufer, Vier Erzählungen, Dresden/Leipzig, ohne Jahr
- Ein urkundlicher Beitrag zur ältesten Geschichte des Brooser Kapitels, Hermannstadt, 1876, (Separatum: Archiv des Vereins für siebenbürgische Landeskunde N. F. 13, 1876, H. 2).
- Die Türkenschlacht auf dem Brotfeld, Hermannstadt, 1879
- Aus der „guten alten Zeit“ einer Sachsenstadt. Beiträge zur Geschichte der Stadt Broos im ersten Viertel des siebenzehnten Jahrhunderts (1600–1628), Hermannstadt, s. d. (Separatum)
- Urkundenbuch zur Geschichte der Stadt und des Stuhles Broos bis zum Übergang Siebenbürgens unter Erbfürsten aus dem Hause Österreich (1690), Hermannstadt, 1879
- Damasus Dürr: Ein evangelischer Pfarrer und Dechant des Unterwälder Kapitels aus dem Jahrhundert der Reformation, Hermannstadt, 1883
- Die dacischen Slaven und csergeder Bulgaren, zusammen mit Josef Ladislav Píč, 1888
- Rumes. Aus Vergangenheit und Gegenwart einer siebenbürgisch-sächsischen Dorfsgemeinde, Hermannstadt, 1912

## Fordítás
- Ez a szócikk részben vagy egészben  az   Albert Amlacher című német Wikipédia-szócikk ezen változatának fordításán alapul.  Az eredeti cikk szerkesztőit annak laptörténete sorolja fel. Ez a jelzés csupán a megfogalmazás eredetét és a szerzői jogokat jelzi, nem szolgál a cikkben szereplő információk forrásmegjelöléseként.